# Joseph Batten
Joseph Batten (* 10. Oktober 1885 in London; † 18. April 1955 ebenda)  war ein britischer Pianist, Dirigent und Musikproduzent. Zusammen mit Fred Gaisberg war er eine zentrale Figur der frühen Geschichte des Grammophons in Großbritannien.

## Leben und Werk
Joseph Batten wurde 1885 im East End von London geboren. Er begann schon in jungen Jahren Klavier zu spielen und diente als Begleiter seines Vaters bei dessen Konzertauftritten. Als Musiker bildete er sich weitgehend autodidaktisch. Er brachte sich selbst das Lesen von Partituren bei, die er aus der Passmore Edwards Library in Shoreditch entliehen hatte, hörte Kammermusik bei Alfred Clements’ South Place-Konzerten und besuchte Aufführungen der J. W. Turner’s Opera Company und bei Sir Henry Wood’s Promenade Konzerten in der Queen’s Hall.
Batten sammelte im Jahr 1900 erste Aufnahmeerfahrung, als er den australischen Bariton A. H. Gee und den Tenor Montague Borwell bei Zylinderaufzeichnungen auf dem Flügel begleitete. Joseph Batten gewann so Studioerfahrung und vollzog bald den Übergang von Zylinderrollen- zu Disc-Aufnahmen mit. Er wurde Zeuge des allmählichen Meinungswandels der Öffentlichkeit von Vorurteilen zu begeisterter Akzeptanz der neuen Aufzeichnungstechniken. Gegen Ende der edwardianischen Ära begleitete Joseph Batten internationale Konzertkünstler wie Peter Dawson mit dem Klavier. Während des Ersten Weltkriegs diente Batten als Gefreiter, war aber auch weiterhin in der Unterhaltungsbranche aktiv. Nach Ende des Krieges trat Batten der Edison Bell Company als Hausdirigent für das Label Velvet Face bei. Hier dirigierte er die ersten aufgezeichneten Auszüge aus Edward Elgars The Dream of Gerontius. Batten beschrieb in seinen Memoiren anschaulich einen typischen Arbeitstag bei Velvet Face: „Tristan am Morgen, Banjo-Soli am Nachmittag, dann die 2LO Military Band, die Holst’s Planets spielte, und Jack Payne’s Dance Band, die sich versammelten, um weiterzumachen.“
Nach der Einführung der elektrischen Aufnahme wechselte Batten von Velvet Face zum Label Columbia und geriet dann in einen intensiven Wettbewerb mit der größeren Gramophone Company und deren Label HMV. Bis 1930 produzierte Columbia ein beachtliche Anzahl an Aufnahmen, darunter Charles Gounods Faust unter der Leitung von Thomas Beecham, Johannes Brahms’ Dritte Symphonie unter der Leitung von Willem Mengelberg in Amsterdam und Igor Strawinskys Les Noces unter der Regie des Komponisten. Batten, jetzt mehr Manager als Musiker, respektierte besonders den Dirigenten Sir Henry Wood. Mit der Fusion von Columbia und HMV zu EMI im Jahr 1931 schwand Battens Einfluss allmählich, während der von Gaisberg zunahm. Von 1934 bis 1950 leitete Batten die so genannte „Special Projects“-Abteilung von EMI, die im Wesentlichen Aufnahmen auf Bestellung machte. Nach seiner Pensionierung schrieb er das Erinnerungsbuch Joe Batten’s Book – the Story of Sound Recording. Dieses Buch wurde 1956, ein Jahr nach Battens Tod, veröffentlicht.